# サン州
サン州（サンしゅう、フランス語: Région de San）は、マリ共和国南東部の州。州都はサン。北をモプティ州と、北東をバンディアガラ州と、東をブルキナファソと、南をクーティアラ州と、西をセグー州と接する。
面積は14,200平方キロメートル、人口は約82万人（2022年国勢調査）。セグー州を分割して作られた。
2012年3月2日に採択された地方行政区画法（N°2012-017）で創設が決定した新州のひとつで、マリ北部紛争勃発や政局の混乱により創設は延期された。2020年の軍事クーデター後の12月2日、軍事政権によってウスマヌ・サンガレ大佐が州知事に任命され、暫定的に発足した。2023年2月22日、正式にサン州が創設された。

## 圏
2023年2月時点で7圏に区分される。2022年の正式発足以前は圏や郡が存在しなかった。
- サン圏（San）
- トミニアン圏（Tominian）
- キンパラナ圏（Kimparana）
- ヤンガッソ圏（Yangasso）
- ファンガッソ圏（Fangasso）
- マンディアキュイ圏（Mandiakuy）
- シイ圏（Sy）

圏の下は17郡、42コミューン、832村・フラクスィオン・カルティエの順に細分化されている。